# AM™
«AM™»  — роман українського письменника Юрка Іздрика;  випущений 2005 року видавництвом «Кальварія». 2011 року перевиданий видавництвом Книжковий клуб «Клуб сімейного дозвілля».

## Опис книги
Дивовижна містика тексту!

Це плетення з чужих текстів, натяків, гри, чорного гумору, метафізики. Новели — як шматочки пазлу, який кожен збере по-своєму.

Читач сам собі складає сюжет, сам наповнює змістом новели, Іздрик дає йому можливість погратися в співавтора.

Перечитувати книжку можна майже безкінечно, розпочавши з будь-якого місця.
Юрій Іздрик про свою книгу:
|  | Для мене це унікальна книжка, оскільки це перший текст, який я писав справді з радістю, чи саме з насолодою близькою до фізичної, часами просто регочучи над записаним текстом. І власне, в зв’язку з тим, що цей досвід для мене унікальний, я волів би і цю книжку в своєму доробку розглядати як виняткову, достатньо цікаву. Найціннішою у ній я вважаю внутрішню структуру, яка може нагадувати, скажімо, пазли, складені, впорядковані пазли; або ж, за висловом літературознавця Богдани Матіяш – це текст, який має внутрішню пам’ять. Мені подобається це означення. Це відповідає дійсності. |

## Видання
- 2005 рік — видавництво «Кальварія».
- 2011 рік — видавництво Книжковий клуб «Клуб сімейного дозвілля».